# Lew z karuzeli
Lew z karuzeli (ros. Карусельный лев) – radziecki krótkometrażowy film lalkowy z 1974 roku w reżyserii Władimira Danilewicza. Scenariusz napisał Jurij Jakowlew.

## Fabuła
W parku żył sobie dobry lew, który latem huśtał dzieci na karuzeli, a gdy przyszła zima dzieci pomogły mu się ogrzać.